# Тараща
Тара́ща (укр. Тараща) — город в Киевской области Украины. Входит в Белоцерковский район; до 2020 года был административным центром упразднённого Таращанского района.

## История
Поселение впервые упоминается в 1611 году как урочище Тараща.
В 1791 году поселение было изъято из частного владения и в 1800 году стало уездным городом Таращанского уезда Киевской губернии.
Райцентр, посёлок городского типа с 1925 года.
С 20 октября 1930 года здесь началось издание районной газеты.
В ходе Великой Отечественной войны с 1941 до 5 января 1944 года посёлок был оккупирован немецкими войсками.
Город районного подчинения с 5 октября 1957 года.
В январе 1959 года численность населения составляла 9608 человек.
В январе 1989 года численность населения составляла 14 340 человек.
В мае 1995 года Кабинет министров Украины утвердил решение о приватизации находившихся в городе АТП-13244, завода «Мотор» и молокозавода.
На 1 января 2013 года численность населения составляла 11 410 человек.

### В литературе
- Петро Панч. Сын Таращанского полка

## Известные люди
- Александров, Анатолий Петрович — советский физик, трижды Герой Социалистического Труда. Один из основателей советской ядерной энергетики.
- Вернигора, Пётр Леонтьевич — Герой Советского Союза.
- Железногорский, Григорий Абрамович (1896—1938) — украинский советский юрист, Генеральный прокурор УССР.
- Валерий Михайлович Сушкевич — Герой Украины.
- Владимир Михайлович Юровский, композитор.
- Златоцветов (Гольдфарб) Авраам Ефимович (1900—1970) — советский военный лётчик и военачальник.